# New Harmony (Utah)
New Harmony és una població dels Estats Units a l'estat de Utah. Segons el cens del 2000 tenia 190 habitants.

## Demografia
Segons el cens del 2000, New Harmony tenia 190 habitants, 69 habitatges, i 58 famílies. La densitat de població era de 183,4 habitants per km².
Dels 69 habitatges en un 24,6% hi vivien nens de menys de 18 anys, en un 71% hi vivien parelles casades, en un 8,7% dones solteres, i en un 14,5% no eren unitats familiars. En el 14,5% dels habitatges hi vivien persones soles el 8,7% de les quals corresponia a persones de 65 anys o més que vivien soles. El nombre mitjà de persones vivint en cada habitatge era de 2,75 i el nombre mitjà de persones que vivien en cada família era de 3,05.
Per edats la població es repartia de la següent manera: un 25,8% tenia menys de 18 anys, un 6,8% entre 18 i 24, un 18,9% entre 25 i 44, un 25,3% de 45 a 60 i un 23,2% 65 anys o més.
L'edat mediana era de 43 anys. Per cada 100 dones de 18 o més anys hi havia 110,4 homes.
La renda mediana per habitatge era de 34.583 $ i la renda mediana per família de 36.250 $. Els homes tenien una renda mediana de 23.750 $ mentre que les dones 11.875 $. La renda per capita de la població era de 17.133 $. Entorn del 15,6% de les famílies i el 14,1% de la població estaven per davall del llindar de pobresa.

## Poblacions més properes
El següent diagrama mostra les poblacions més properes.